# WEVZA Cup 2022
La WEVZA Cup 2022 si è svolta dal 13 al 16 ottobre 2022: al torneo hanno partecipato sei squadre di club appartenenti a federazioni afferenti alla WEVZA e la vittoria finale è andata per la prima volta al Chieri '76.

## Regolamento

### Formula
La formula ha previsto due gironi all'italiana, per un totale di tre giornate: la prima classificata di ogni girone ha avuto accesso alla finale;
- Finale, giocata con gara unica: la vincitrice si è qualificata per la Challenge Cup.

### Criteri di classifica
Se il risultato finale è stato di 3-0 o 3-1 sono stati assegnati 3 punti alla squadra vincente e 0 a quella sconfitta, se il risultato finale è stato di 3-2 sono stati assegnati 2 punti alla squadra vincente e 1 a quella sconfitta.
L'ordine del posizionamento in classifica è stato definito in base a:
- Numero di partite vinte;
- Punti;
- Ratio dei set vinti/persi;
- Ratio dei punti realizzati/subiti;
- Risultati degli scontri diretti.

## Squadre partecipanti
- Lugano
- Cheseaux
- RC Cannes
- Münster
- Wiesbaden
- Chieri '76

### Fase a gironi
| Girone A  | Girone B   |
| --------- | ---------- |
| RC Cannes | Cheseaux   |
| Wiesbaden | Münster    |
| Lugano    | Chieri '76 |

#### Girone A

##### Risultati
| 13 ottobre 2022 PalaMaddalene, Chieri Durata: 1h:41 - Spettatori: 300 | RC Cannes | 3 - 1 | Lugano    | 25-19, 25-20, 14-25, 25-21       |
| 14 ottobre 2022 PalaMaddalene, Chieri Durata: 1h:13 - Spettatori: 100 | Lugano    | 0 - 3 | Wiesbaden | 11-25, 16-25, 25-27              |
| 15 ottobre 2022 PalaMaddalene, Chieri Durata: 2h:09 - Spettatori: 500 | Wiesbaden | 2 - 3 | RC Cannes | 21-25, 25-15, 28-30, 25-23, 8-15 |

##### Classifica
| Pos. | Squadra   | Pt | G | V | P | SV | SP | Ratio | PF  | PS  | Ratio |
| ---- | --------- | -- | - | - | - | -- | -- | ----- | --- | --- | ----- |
| 1.   | RC Cannes | 5  | 2 | 2 | 0 | 6  | 3  | 2,000 | 197 | 192 | 1,026 |
| 2.   | Wiesbaden | 4  | 2 | 1 | 1 | 5  | 3  | 1,667 | 184 | 160 | 1,150 |
| 3.   | Lugano    | 0  | 2 | 0 | 2 | 1  | 6  | 0,167 | 137 | 166 | 0,825 |

      Qualificata alla finale.

#### Girone B

##### Risultati
| 13 ottobre 2022 PalaMaddalene, Chieri Durata: 1h:07 - Spettatori: 500 | Chieri '76 | 3 - 0 | Münster    | 25-9, 25-19, 25-18                |
| 14 ottobre 2022 PalaMaddalene, Chieri Durata: 1h:49 - Spettatori: 100 | Münster    | 2 - 3 | Cheseaux   | 25-11, 13-25, 22-25, 25-14, 13-15 |
| 15 ottobre 2022 PalaMaddalene, Chieri Durata: 1h:08 - Spettatori: 500 | Cheseaux   | 0 - 3 | Chieri '76 | 15-25, 12-25, 13-25               |

##### Classifica
| Pos. | Squadra    | Pt | G | V | P | SV | SP | Ratio | PF  | PS  | Ratio |
| ---- | ---------- | -- | - | - | - | -- | -- | ----- | --- | --- | ----- |
| 1.   | Chieri '76 | 6  | 2 | 2 | 0 | 6  | 0  | MAX   | 150 | 86  | 1,744 |
| 2.   | Cheseaux   | 2  | 2 | 1 | 1 | 3  | 5  | 0,600 | 130 | 173 | 0,751 |
| 3.   | Münster    | 1  | 2 | 0 | 2 | 2  | 6  | 0,333 | 144 | 165 | 0,873 |

      Qualificata alla finale.

### Finale
| 16 ottobre 2022 PalaMaddalene, Chieri Durata: 1h:08 - Spettatori: ? | RC Cannes | 0 - 3 | Chieri '76 | 16-25, 21-25, 17-25 |

## Classifica finale
| Pos | Squadra    | Qualificazione        |
| --- | ---------- | --------------------- |
|     | Chieri '76 | Challenge Cup 2022-23 |
| 2   | RC Cannes  |                       |
| 3   | Wiesbaden  |                       |
| 4   | Cheseaux   |                       |
| 5   | Münster    |                       |
| 6   | Lugano     |                       |